# 5 janvier 1940
Le vendredi 5 janvier 1940 est le 5e jour de l'année 1940.

## Naissances
- Vojislav Melić (mort le 6 avril 2006), footballeur yougoslave
- Maria del Carmen Bousada de Lara (morte le 11 juillet 2009), mère espagnole la plus âgée du monde à 66 ans
- Francisco Ou, homme politique taïwanais
- Veikko Kankkonen, sauteur à ski finlandais
- Pim de la Parra, réalisateur néerlandais
- Liz Brady, chanteuse égyptienne

## Décès
- Louis Demesmay (né le 10 octobre 1876), homme politique français
- Arthur Whetsol (né en 1905), trompettiste de jazz américain

## Autres événements
- Sortie américaine du film Le Gangster de Chicago
- Pose de la quille du Unterseeboot 752
- Inscription au titre des monuments historiques de l'Abbaye Notre-Dame de Bon-Repos
- Gouvernement Pierlot III
- Début de la Bataille de la route de Raate
- la Commission fédérale américaine des communications fait une première démonstration de la radio FM